# Type algébrique de données
Pour les articles homonymes, voir Algébrique.
Un type algébrique est une forme de type de données composite, qui combine les fonctionnalités des types produits (n‐uplets ou enregistrements) et des types sommes (union disjointe). Combinée à la récursivité, elle permet d’exprimer les données structurées telles que les listes et les arbres.

## Définitions

### Type produit
Le type produit de deux types A et B est l’analogue en théorie des types du produit cartésien ensembliste et est noté A × B. C’est le type des couples dont la première composante est de type A et la seconde de type B. Deux fonctions canoniques lui sont associées, appelées projections, donnant la valeur de chaque composante.
On peut définir en langage OCaml le type d’une entrée de dictionnaire :
```
type
 
dict_entry
 
=
 
string
 
*
 
int

let
 
entry
 
=
 
(
"clé"
,
 
37
)

(* get_value : dict_entry -> int *)

let
 
get_value
 
(
key
,
 
value
)
 
=
 
value

```

Le produit se généralise naturellement à un nombre quelconque d’opérandes, pour donner des types de n‐uplets. Dans le cas particulier du produit vide, le type des 0‐uplets est nommé type unité et noté 1 : c’est l’élément neutre du produit et il contient une unique valeur, souvent notée ().
Des considérations pratiques amènent souvent à nommer les composantes. Dans ce contexte, le type est souvent appelé structure et ses valeurs des enregistrements ; les composantes sont appelées membres, et la projection selon le membre m s’écrit avec une notation suffixe .m.
Toujours en OCaml, l’exemple précédent s’adapte ainsi :
```
type
 
dict_entry
 
=
 
{

  
key
   
:
 
string
 
;

  
value
 
:
 
int
 
;

}

let
 
entry
 
=
 
{
 
key
 
=
 
"clé"
 
;
 
value
 
=
 
37
 
}

(* get_value : dict_entry -> int *)

let
 
get_value
 
entry
 
=
 
entry
.
value

```

Cette fonctionnalité se traduit en langage C par le mot‐clé struct (en) :
```
typedef
 
struct
 
{

	
char
*
 
key
 
;

	
int
   
value
 
;

}
 
dict_entry
 
;

dict_entry
 
entry
 
=
 
{
 
.
key
 
=
 
"clé"
,
 
.
value
 
=
 
37
 
}
 
;

int
 
get_value
 
(
dict_entry
 
entry
)
 
{

	
return
 
entry
.
value
 
;

}

```

### Type somme
Le type somme de deux types A et B est l’analogue en théorie des types de l’union disjointe ensembliste et est noté A + B. Il représente un type contenant toutes les valeurs de chacun des deux types A et B, de telle sorte qu’une valeur issue de A ne puisse pas être confondue avec une valeur issue de B (même si A = B).
En théorie des ensembles, on représenterait la somme par l’ensemble {1}×A ∪ {2}×B ; la première composante (1 ou 2) d’un tel objet est une étiquette qui indique si cet objet se trouve dans le bras de gauche (A) ou dans le bras de droite (B) de la somme. Les analogues en théorie des types des expressions (1, a) et (2, b) sont souvent notés ι1 a et ι2 b (ι est la lettre grecque iota). Ces notations ι1 et ι2 peuvent être vues comme des fonctions injectives, respectivement de A dans A + B et de B dans A + B, qui permettent de construire les valeurs de la somme, d’où leur nom de constructeurs. Dans ι1 a, la valeur a est appelée l’argument du constructeur ι1.
Traiter des valeurs d’un type somme requiert un raisonnement par cas, nommé dans ce contexte filtrage par motif. Chaque bras — qu’on reconnaît par son constructeur et dont on peut récupérer la valeur puisque ce constructeur est injectif — fait l’objet d’un cas séparé.
On peut définir on OCaml l’union disjointe des nombres entiers et des nombres flottants et définir par filtrage une fonction sur cette union :
```
type
 
sum
 
=
 
Int
 
of
 
int
 
|
 
Float
 
of
 
float

(* print : sum -> unit *)

let
 
print
 
=
 
function

  
|
 
Int
 
i
   
->
 
Printf
.
printf
 
"%i"
 
i

  
|
 
Float
 
f
 
->
 
Printf
.
printf
 
"%f"
 
f

```

Ici, les constructeurs sont nommés Int et Float.
Cette fonctionnalité s’approxime en langage C avec le mot clé union (en) à condition d’y adjoindre une étiquette, mais cela n’offre pas les mêmes garanties (on peut lire et modifier un objet du type somme en faisant fi de son étiquette — quitte à provoquer des bugs) :
```
typedef
 
struct
 
{

	
enum
 
{
 
INT
,
 
FLOAT
 
}
 
tag
 
;

	
union
 
{

		
int
 
i
 
;

		
float
 
f
 
;

	
}
 
;

}
 
sum_t
 
;

void
 
print
 
(
sum_t
 
x
)
 
{

	
if
 
(
x
.
tag
 
==
 
INT
)

		
printf
(
"%i"
,
 
x
.
i
)
 
;

	
else
 
if
 
(
x
.
tag
 
==
 
FLOAT
)

		
printf
(
"%f"
,
 
x
.
f
)
 
;

}

```

Le langage Rust supporte nativement les types somme avec le mot clef enum :
```
enum
 
Sum
 
{

    
Int
(
i32
),

    
Float
(
f64
),

}

fn
 
print
(
x
: 
Sum
)
 
{

    
match
 
x
 
{

        
Sum
::
Int
(
i
)
 
=>
 
println!
(
"Int: {i}"
),

        
Sum
::
Float
(
f
)
 
=>
 
println!
(
"Float: {f}"
),

    
}

}

// Utilisation

let
 
x
 
=
 
Sum
::
Int
(
10
);

print
(
x
);

```

La somme se généralise naturellement à un nombre quelconque d’opérandes. Dans le cas particulier de la somme vide, le type est nommé type vide et noté 0 : c’est l’élément neutre de la somme (et élément absorbant du produit) et il ne contient aucune valeur.

### Type énuméré
Un type énuméré représente un ensemble fini, dont les éléments sont les différents constructeurs. Définir une fonction dessus revient à définir l’image de chaque élément, individuellement.
On peut par exemple coder l’ensemble des quatre couleurs d’un jeu de cartes classique :
```
type
 
couleur
 
=
 
Coeur
 
|
 
Carreau
 
|
 
Trefle
 
|
 
Pique

(* nom_de_la_couleur : couleur -> string *)

let
 
nom_de_la_couleur
 
=
 
function

  
|
 
Coeur
   
->
 
"♥ cœur"

  
|
 
Carreau
 
->
 
"♦ carreau"

  
|
 
Trefle
  
->
 
"♣ trèfle"

  
|
 
Pique
   
->
 
"♠ pique"

```

Cette fonctionnalité se traduit en langage C par le mot‐clé enum :
```
typedef
 
enum
 
{
 
COEUR
,
 
CARREAU
,
 
TREFLE
,
 
PIQUE
 
}
 
couleur
 
;

char
*
 
nom_de_la_couleur
 
(
couleur
 
c
)
 
{

	
switch
 
(
c
)
 
{

		
case
 
COEUR
   
:
 
return
 
"♥ cœur"
 
;

		
case
 
CARREAU
 
:
 
return
 
"♦ carreau"
 
;

		
case
 
TREFLE
  
:
 
return
 
"♣ trèfle"
 
;

		
case
 
PIQUE
   
:
 
return
 
"♠ pique"
 
;

	
}

}

```

### Type algébrique
Un type algébrique est une somme de produits, et généralise donc ces deux notions.
Ainsi, des cas spéciaux de types algébriques sont les types produits (un seul constructeur), les types sommes (un seul argument pour chaque constructeur) et les types énumérations (plusieurs constructeurs sans argument).
Les types options (en) sont des applications courantes de types algébriques. Ils permettent d’ajouter à un type donné une valeur spéciale, considérée comme « indéfinie » ou comme valeur d’erreur (l’équivalent de null dans certains langages de programmation), ce qui permet de définir des fonctions partielles de façon contrôlée.
La valeur spéciale est représentée par un constructeur None qui ne prend aucun argument, tandis que les valeurs du type à compléter sont enveloppées dans un constructeur Some (qui prend donc un argument de ce type).
```
type
 
int_option
 
=
 
None
 
|
 
Some
 
of
 
int

(* division : int -> int -> int_option *)

let
 
division
 
x
 
y
 
=

  
if
 
y
 
=
 
0
 
then

    
None

  
else

    
Some
 
(
x
 
/
 
y
)

```

On peut perfectionner le mécanisme en agrémentant le cas d’erreur d’un message de description (donnée de type string).
```
type
 
int_result
 
=
 
Result
 
of
 
int
 
|
 
Error
 
of
 
string

(* division : int -> int -> int_result *)

let
 
division
 
x
 
y
 
=

  
if
 
y
 
=
 
0
 
then

    
Error
 
"division by zero"

  
else

    
Result
 
(
x
 
/
 
y
)

```

## Polymorphisme
Dans les langages qui les supportent, les types algébriques peuvent être (paramétriquement) polymorphes, ce qui permet la programmation générique. Ainsi, la définition d’un type algébrique peut être paramétrée par des variables de types.
On peut alors définir des fonctions génériques agissant sur de tels types polymorphes.
On peut rendre polymorphe la définition du type option vue précédemment. Ça s’écrit ainsi en langage OCaml (où 'a dénote une variable de type) :
```
type
 
'
a
 
option
 
=
 
None
 
|
 
Some
 
of
 
'
a

(** Utilisation d’instances du type polymorphe : **)

(* int_division : int -> int -> int option *)

let
 
int_division
 
x
 
y
 
=

  
if
 
y
 
=
 
0
 
then

    
None

  
else

    
Some
 
(
x
 
/
 
y
)

(* float_division : float -> float -> float option *)

let
 
float_division
 
x
 
y
 
=

  
if
 
y
 
=
 
0
.
0
 
then

    
None

  
else

    
Some
 
(
x
 
/.
 
y
)

(** Définition d’une fonction générique : **)

(* get_value : 'a -> 'a option -> 'a *)

let
 
get_value
 
default_value
 
optional_value
 
=

  
match
 
optional_value
 
with

  
|
 
None
       
->
 
default_value

  
|
 
Some
 
value
 
->
 
value

```

## Récursivité

### Listes
Un des exemples les plus importants de type algébrique est le type liste, défini de façon récursive par deux constructeurs :
- Nil, aussi noté [], qui désigne la liste vide,
- et Cons (abréviation de « constructeur »), aussi noté :: ou :, qui désigne la combinaison d’un élément et d’une liste plus courte.

Par exemple, Cons 1 (Cons 2 (Cons 3 (Cons 4 Nil))), aussi noté 1 :: 2 :: 3 :: 4 :: [], est la liste constituée des quatre éléments 1, 2, 3, 4, dans cet ordre.
Toutes les opérations sur les listes se définissent alors par récurrence, en utilisant le filtrage par motif. Par exemple, pour calculer la longueur d’une liste :
- la longueur de la liste vide (Nil) est zéro,
- et la longueur d’une liste de la forme Cons x suite est un plus la longueur de la liste suite.

Cette définition se traduit ainsi en langage OCaml :
```
type
 
'
a
 
list
 
=

  
|
 
Nil

  
|
 
Cons
 
of
 
'
a
 
*
 
'
a
 
list

let
 
list1234
 
=
 
Cons
 
1
 
(
Cons
 
2
 
(
Cons
 
3
 
(
Cons
 
4
 
Nil
)))

let
 
rec
 
length
 
=
 
function

  
|
 
Nil
      
->
 
0

  
|
 
Cons
 
x
 
s
 
->
 
1
 
+
 
length
 
s

```

### Arbres
Les types algébriques permettent également de définir des structures d’arbres. Un arbre binaire peut se construire au moyen de deux constructeurs :
- Leaf e qui désigne une feuille d’étiquette e,
- et Node e g d qui désigne un nœud interne d’étiquette e, de fils gauche g et de fils droit d.

Par exemple,
```
Node 1
  (Node 2
    (Leaf 4)
    (Node 5
      (Leaf 6)
      (Leaf 7)
    )
  )
  (Leaf 3)

```

est l’arbre suivant :
```
    1
   / \
  2   3
 / \
4   5
   / \
  6   7

```

Comme pour les listes, les opérations sur les arbres se définissent par récurrence. Par exemple, pour calculer la hauteur d’un arbre :
- la hauteur d’une feuille est un,
- et la hauteur d’un nœud interne est un plus le maximum de la hauteur de ses deux fils.

Cette définition se traduit ainsi en langage OCaml :
```
type
 
tree
 
=

  
|
 
Leaf
 
of
 
int
 
  
|
 
Node
 
of
 
tree
 
*
 
int
 
*
 
tree

let
 
my_tree
 
=
 
Node
 
1
 
(
Node
 
2
 
(
Leaf
 
4
)
 
(
Node
 
5
 
(
Leaf
 
6
)
 
(
Leaf
 
7
)))
 
(
Leaf
 
3
)

let
 
rec
 
height
 
=
 
function

  
|
 
Leaf
 
e
     
->
 
1

  
|
 
Node
 
e
 
l
 
r
 
->
 
1
 
+
 
max
 
(
height
 
l
)
 
(
height
 
r
)

```

## Abstraction
Un type algébrique peut être abstrait : il suffit pour ça de ne pas exposer sa structure interne (ses constructeurs et leurs divers champs). Ainsi, il ne peut être manipulé que par les fonctions prévues à cet effet, et son implémentation peut être changée.
C’est une technique fréquente car les types algébriques permettent de réaliser des structures de données complexes.